# Cosmophyga mosticana
Cosmophyga mosticana là một loài bướm đêm trong họ Geometridae.